# Diores
Diores es un género de arañas de la familia Zodariidae. Se encuentra en África.

## Especies
- Diores annetteae Jocqué, 1990
- Diores anomalus  Jocqué, 1990
- Diores auricula  Tucker, 1920
- Diores bifurcatus  Tucker, 1920
- Diores bivattatus  Simon, 1893
- Diores bouilloni  Benoit, 1965
- Diores brevis  Jocqué, 1990
- Diores capensis  Tucker, 1920
- Diores chelinda  Jocqué, 1990
- Diores cognatus  O. P.-Cambridge, 1904
- Diores damara  Jocqué, 1990
- Diores decipiens  Jocqué, 1990
- Diores delesserti  Caporiacco, 1949
- Diores delicatulus  Lawrence, 1936
- Diores dowsetti  Jocqué, 1990
- Diores druryi  Tucker, 1920
- Diores femoralis  Jocqué, 1990
- Diores filomenae  Jocqué, 2003
- Diores geraerti  Jocqué, 1990
- Diores godfreyi  Hewitt, 1919
- Diores griswoldorum  Jocqué, 1990
- Diores immaculatus  Tullgren, 1910
- Diores initialis  Jocqué, 1990
- Diores jonesi  Tucker, 1920
- Diores kenyae  Berland, 1919
- Diores kibonotensis  Tullgren, 1910
- Diores leleupi  Jocqué, 1990
- Diores lemaireae  Jocqué, 1990
- Diores lesserti  Lawrence, 1952
- Diores magicus  Jocqué & Dippenaar-Schoeman, 1992
- Diores malaissei  Jocqué, 1990
- Diores milloti  Jocqué, 1990
- Diores miombo  Jocqué, 1990
- Diores monospinus  Jocqué, 1990
- Diores murphyorum  Jocqué, 1990
- Diores naivashae  Berland, 1920
- Diores namibia  Jocqué, 1990
- Diores patellaris  Jocqué, 1990
- Diores pauper  Jocqué, 1990
- Diores poweri  Tucker, 1920
- Diores radulifer  Simon, 1910
- Diores rectus  Jocqué, 1990
- Diores recurvatus  Jocqué, 1990
- Diores russelli  Jocqué, 1990
- Diores salisburyensis  Tucker, 1920
- Diores seiugatus  Jocqué, 1986
- Diores sequax  Jocqué, 1990
- Diores setosus  Tucker, 1920
- Diores silvestris  Jocqué, 1990
- Diores simoni  O. P.-Cambridge, 1904
- Diores simplicior  Jocqué, 1990
- Diores spinulosus  Jocqué, 1990
- Diores strandi  Caporiacco, 1949
- Diores tavetae  Berland, 1920
- Diores termitophagus  Jocqué & Dippenaar-Schoeman, 1992
- Diores triangulifer  Simon, 1910
- Diores triarmatus  Lessert, 1929
- Diores univittatus  Tullgren, 1910
- Diores youngai  Jocqué, 1990